# Route nationale 40c
La route nationale 40C, ou RN 40C, était une route nationale française reliant  la RN 1 à la sortie de Nempont-Saint-Firmin à la RN 40 dans Conchil-le-Temple, sur une longueur de 5,6 km. À la suite de la réforme de 1972, elle a été déclassée en RD 940E1.

## Itinéraire
- Intersection avec la D 901 et la D 119 — début de la D 940 E1 (ex-N 40C).
- Sortie de Nempont-Saint-Firmin
- Intersection avec la D 141.
- Pont sur l’A 16.
- Entrée dans Conchil-le-Temple.
- Intersection avec la D 143.
- Intersection avec la D 142.
- Passage à niveau sur la ligne de Longueau à Boulogne-Ville.
- Intersection avec la D 940 — fin de la D 940 E1.